# Flipper (gruppo musicale)
I Flipper sono un gruppo hardcore punk/noise rock di San Francisco, California, formato nel 1979, che ha ripreso l'attività per metà degli anni novanta e si è riunito nel 2005. Tra i componenti fondatori della band sono presenti anche ex-membri degli Sleepers e dei Negative Trend.
Nonostante l'esigua produzione discografica sono annoverati tra i gruppi più significativi e influenti per la definizione del post hardcore. Il loro primo album è considerato una pietra miliare del noise moderno.

## Componenti

### Line-up iniziale
- Ricky Williams - voce
- Ted Falconi - chitarra
- Will Shatter - basso
- Steve DePace - batteria

### Attuale
- David Yow - voce
- Ted Falconi - chitarra
- Rachel Thoele - basso
- Steve DePace - batteria

### Ex-componenti
- Ricky Williams (deceduto) - voce
- Will Shatter (deceduto) - basso, voce
- Bruce Loose - voce, basso
- Bruno DeSmartas - basso, chitarra
- John Dougerty (deceduto) - basso
- Krist Novoselic - basso

## Discografia

### Album di studio
| Titolo                  | Anno | Etichetta            |
| Album - Generic Flipper | 1982 | Subterranean Records |
| Gone Fishin'            | 1984 | Subterranean Records |
| Sex Bomb, Baby!         | 1988 | Subterranean Records |
| American Grafishy       | 1993 | American Recordings  |
| Love                    | 2009 | Flipper Records      |

### Album live
| Title                                 | Year | Label                |
| Blow'n Chunks                         | 1984 | ROIR                 |
| Public Flipper Limited Live 1980-1985 | 1986 | Subterranean Records |
| Nürnberg Fish Trials                  | 1991 | Musical Tragedies    |
| Live At CBGB's 1983                   | 1997 | Overground           |

### Singoli
| Titolo                                                     | Anno | Etichetta                                  |
| Love Canal/Ha Ha Ha                                        | 1981 | Subterranean Records                       |
| Sex Bomb/Brainwash                                         | 1981 | Subterranean Records                       |
| Get Away/The Old Lady Who Swallowed A Fly                  | 1982 | Subterranean Records                       |
| Someday/Distant Illusion                                   | 1990 | Subterranean Records                       |
| Flipper Twist/Fucked Up Once Again                         | 1992 | Matador Records                            |
| Sex Bomb (remix)/Falconi's Horn Concerto In D-Fault (live) | 1993 | Teen Sensation Records/American Recordings |

### Altre apparizioni
- Earthworm in SF Underground (1979)
- Falling, Lowrider e End of the Game in Live At Target (1981)
- Ha Ha Ha in Let Them Eat Jellybeans (1981)
- Sacrifice in Not So Quiet On The Western Front (1982)
- Life in Rat Music for Rat People (1982)
- Ever e Sex Bomb in The Wanna-Be-An-Indie-But-Got-Too-Much-$ Sampler (1992)
- Some Day in SXSW (1993)
- Love Canal e Get Away in Infinite Zero Promotional CD #2 (1994)
- Ha Ha Ha (live) in Old School Punk (1998)
- Scentless Apprentice (cover dei Nirvana) in Smells Like Bleach (A Punk Tribute To Nirvana) (2000)
- Ha Ha Ha in American Hardcore's Official Movie Soundtack (2006)
- A Punk Tribute to Metallica